# Aghondi
Aghondi è una circoscrizione rurale (rural ward) della Tanzania situata nel distretto di Manyoni, regione di Singida. Conta una popolazione di 5 468 abitanti (censimento 2012).